# Litrodondas
Litrodondas (gr. Λυθροδόντας) – wieś w Republice Cypryjskiej, w dystrykcie Nikozja. W 2011 roku liczyła 3043 mieszkańców.